# Abraham Kalisker
Abraham Kalisker, eigentlich Abraham ben Alexander ha-Kohen Kalisk (hebräisch אברהם אלכסנדר הכהן; geboren um 1741; gestorben 1810 in Tiberias) war ein wichtiger Führer der Chassidim in Litauen und Tiberias.
Abraham war ein Schüler des Maggid von Mesritsch. Nach dessen Tod 1772 gehörte er zu den wichtigsten Chassidim in Litauen. 1777 wanderte er mit Menachem Mendel von Horodok und 300 Chassidim nach Palästina aus. 1788 wurde er nach dessen Tod der Führer der Chassidim in Tiberias. Am 9. Januar 1810 starb er in Tiberias.